# Lycaena berezowskii
Lycaena berezowskii är en fjärilsart som beskrevs av Grum-grshimailo 1902. Lycaena berezowskii ingår i släktet Lycaena och familjen juvelvingar. Inga underarter finns listade i Catalogue of Life.